# 過度警覺
過度警覺（英語：hypervigilance、hypersense）是指神经系统無法正常的過濾感官接收資訊，個體處於感官處理靈敏度過高的狀態。這往往和神經系統的失調有關，造成神經系統失調的原因可能是創傷事件，或是創傷後壓力症（PTSD）。正常來說，在心理防卫机制下，或是已發現危險，要設法免於危險的情形下，神經系統會釋放壓力信息素（去甲肾上腺素）。但若神經系統已長期失調，會在不恰當的情形下釋放壓力信息素，因此造成身體過大而且不適當的反應。過度警覺可能會加強焦慮的情形，因而造成神經衰弱。其他的症狀包括：對刺激的高響應，以及持續的檢視環境。
人們在過度警覺時，會不停的檢視環境，尋找會讓人想起威脅或是心理創傷的影像、聲音、行為、氣味等事物。個人會維持在高警戒狀態，以確保不會臨近危險。過度警覺會造成許多心理上的強迫行為模式，也會造成社交互動以及人際關係上的困境。
過度警覺和煩躁性過度興奮不同，過度警覺的人仍可意識到其環境的情形。若是PTSD的煩躁性過度興奮，會失去和實際世界的聯繫，並且重新經歷創傷事件。若是有多重的創傷，會讓人變成過度警覺，並且會有嚴重的焦慮發作，可能會嚴重到可以引發妄想狀態，其中這些相關的創傷影響會一起出現，可能會造成千碼凝視的情形。
過度警覺可能是創傷後壓力症（PTSD）或是許多不同種類焦虑症的症狀。過度警覺和偏執狂不同。偏執狂的診斷（像是精神分裂症會有的症狀），表面上和過度警覺相似，但這二種疾病的特微是不同的。

## 症狀
過度警覺的人會全神貫注注意其周圍的環境，看是否會有威脅。可能會對大量或是意料之外的聲音反應過度，在高度擁擠或是吵鬧的環境下受到驚嚇。不容易入睡或是維持長時間睡眠。